# Emília (São Tomé)
Emília é uma aldeia de São Tomé e Príncipe, localiza-se no Distrito de Lembá, ilha de São Tomé, próxima às localidades de Maria, Vila Sara e de Ribeira Palma Praia.